# Reldia multiflora
Reldia multiflora là một loài thực vật có hoa trong họ Tai voi. Loài này được L.P. Kvist & L.E. Skog miêu tả khoa học đầu tiên năm 1989.